# Ино, Брайан
Бра́йан И́но (полное имя англ. Brian Peter George St. John le Baptiste de la Salle Eno; 15 мая 1948, Вудбридж, Суффолк) — британский композитор, специализирующийся в области электронной музыки неакадемических жанров и стилей. Считается одним из основателей жанра эмбиент.
Свою карьеру Брайан Ино начал в качестве клавишника и специалиста по звуковым эффектам в группе Roxy Music в начале 1970-х. Впоследствии, помимо сольной деятельности, сотрудничал с такими музыкантами и группами, как U2, Talking Heads и Дэвид Бирн, Дэвид Боуи, Роберт Фрипп, Элвис Костелло, Джон Кейл, Нико, Пол Саймон, «Звуки Му», Genesis, Cluster, Slowdive, Coldplay, Натали Имбрулья. Ино также написал множество звуковых эффектов для семейства операционных систем Windows. Кроме того, Ино известен и как автор «Темы пророчества» (Prophecy Theme) в фильме своего друга Дэвида Линча «Дюна» (1984).

## Биография
Брайан Ино родился в городке Вудбридж, расположенном в Суффолке в Англии, 15 мая 1948 года. До 16 лет учился в Колледже Святого Иосифа, который принадлежал монашескому католическому ордену «De La Selle». После Колледжа Брайан поступил в Ипсвичскую школу искусств. Как вскоре выяснилось, случайно сделанный выбор оказался удачным. Школа была основана просветителем Роем Эскотом и заметно выделялась среди других английских школ: практика преподавания была направлена на саморазвитие и расширение способов восприятия, нежели на какие-то специальные технические дисциплины. Брайан, чувствовавший потребность в творческой самореализации и не желавший становиться офисным работником, оказался в нужной среде — «вместо того, чтобы просто сидеть и рисовать, мы учились обретать себя в горячих дискуссиях и различных проектах, направленных на самопознание и самопостижение». Большое влияние в этот период жизни на Ино оказал художник и музыкант Том Филипс. В те два года, что там учился Ино, школу посещает знаменитый авангардный композитор Корнелиус Кардье, заинтересовывая Брайана музыкой минималистов и музыкальными экспериментами. В 1965 году Ино покидает Ипсвич и переводится в Винчестерскую школу искусств, традиционное заведение, в котором эксперименты приходилось держать в тайне, из-за чего большинство студентов считали Ино несколько странным. Преподаватели, считавшие Ино талантливым и умным молодым человеком, стремились отговорить его от занятий «ерундой» и выбрать что-нибудь серьёзное. Однако Ино вместе со своими сокурсниками и гитаристом Энтони Грэфтоном основывает группу «Maxwell Demon». Записанная в Рождество песня «Ellis B. Compton Blues» на долгое время остаётся единственной песней Ино.

### Работа в СССР и России
В 1987 году Брайан Ино приезжал в СССР и сотрудничал с группой «Звуки Му», которой продюсировал одноимённый альбом.
В 1989 году в Москве встретился со Львом Терменом.
В том же году он включил в свой альбом «Music For Films 3» композицию для терменвокса, записанную российскими музыкантами: Михаилом Малиным и Лидией Кавиной
В 1990 году после знакомства с московским художником Сергеем Шутовым записал и посвятил ему альбом The Shutov Assembly.
В 1997 году с женой и двумя дочерьми жил в Санкт-Петербурге. Там общался с «Новыми композиторами», Борисом Гребенщиковым, Севой Гаккелем. Оказал техническую поддержку группе «Нож для фрау Мюллер» в записи альбома «Алло, Супермен!», предоставив им свой Macintosh для записи.
В этот же период он представил в Мраморном дворце Санкт-Петербурга свою свето-звуковую инсталляцию «Свет». Это была первая инсталляция в Русском Музее.
В 2010 году Брайан Ино выступил в Большом зале Санкт-Петербургской консерватории с лекцией «Что такое культура и зачем она нам?», а также представил в Петербурге свой проект «77 миллионов картин».
Принял участие в записи альбома Бориса Гребенщикова «Время N» (2018), сыграв на клавишных в песне «Крестовый поход птиц».

### Вклад
Брайана Ино некоторые называют основоположником жанра эмбиент, а его ранние альбомы — музыкальными определениями жанра. Записанный Ино в 1978 году альбом «Ambient 1: Music for Airports» был признан западными критиками как альбом, оказавший наибольшее влияние на эмбиент. Эта работа попала на первое место в рейтинг The 25 Most Influential Ambient Albums Of All Time.

## Семья
Брат Брайана, Роджер Ино, также музыкант и композитор в жанре эмбиент.

## Дискография

### Сольные альбомы
- 1973 — Here Come the Warm Jets
- 1974 — Taking Tiger Mountain (By Strategy)[англ.]
- 1975 — Another Green World
- 1975 — Discreet Music
- 1978 — Before and After Science[англ.]
- 1978 — Music for Films[англ.]
- 1978 — Ambient 1: Music for Airports
- 1982 — Ambient 4: On Land[англ.]
- 1983 — Apollo: Atmospheres and Soundtracks
- 1985 — Thursday Afternoon[англ.] (саундтрек к видеоролику художественной галереи)
- 1983-1988 — Music for films III[англ.]
- 1990 — The Shutov Assembly[англ.]
- 1992 — Nerve Net[англ.]
- 1993 — Neroli[англ.]
- 1997 — The Drop[англ.]
- 2005 — Another Day on Earth
- 2010 — Small Craft on a Milk Sea[англ.]
- 2012 — Lux[англ.]
- 2016 — The Ship[англ.]
- 2017 — Reflection[англ.]

### Совместные проекты
- (No Pussyfooting) (1973, ремастер 2008) — совместно с Робертом Фриппом
- Air Structures (1975) — совместно с Робертом Фриппом
- Evening Star (1975) — совместно с Робертом Фриппом
- 801 Live (1976) — совместно с Филом Манзанерой
- Fourth World 1 - Possible Musics (1980) — совместно с Джон Хасселом[англ.]
- Ambient 2: The Plateaux of Mirror[англ.] (1980) — совместно с Гарольдом Баддом
- My Life In The Bush Of Ghosts (1981, ремастер 2005) — совместно с Дэвидом Бирном
- The Pearl (1984) — совместно с Гарольдом Баддом
- Hybrid (1985) — совместно с Майклом Бруком и Даниелем Лануа
- Zvuki Mu (1989) — совместно с группой Звуки Му
- Wrong Way Up (1990) — совместно с Джоном Кейлом
- In A Land Of Clear Colours (1993) — совместно с Питером Синфилдом
- Souvlaki (1993) — совместно с Slowdive
- Wah Wah (1994) — совместно с James
- Original Soundtracks 1 (1995) — совместно с U2 под псевдонимом Passengers
- Spinner (1995) — совместно с Джа Уобблом
- Drawn from Life (2001)[7] — совместно с Peter Schwalm
- The Equatorial Stars (2004) — совместно с Робертом Фриппом
- Everything That Happens Will Happen Today — (2008) — совместно с Дэвидом Бирном
- Drums Between the Bells (2011) — совместно с британским поэтом Риком Холландом
- Panic of Looking (2011) — мини-альбом совместно с Риком Холландом
- Everyday Robots (2014) — приглашённый вокалист в альбоме Деймона Албарна
- Mixing Colours (2020) — совместно с Роджером Ино[8]
- Secret Life (2023) — совместно с Фредом Гибсоном (Fred Again..)